# Koji Yamase
Koji Yamase (山瀬 功治, Yamase Koji) est un footballeur international japonais né le 22 septembre 1981 à Sapporo dans la préfecture de Hokkaidō au Japon.
Son frère Yukihiro Yamase est lui aussi footballeur professionnel. Son père a participé aux Jeux olympiques d'hiver de 1984 en prenant part à l'épreuve de Biathlon.

## Biographie
Koji Yamase commence sa carrière professionnelle au Consadole Sapporo. En 2003, il rejoint les Urawa Red Diamonds.Par la suite, en 2005, il est transféré au Yokohama F. Marinos. Il reste six saisons dans ce club. En 2011, Koji Yamase signe un contrat en faveur du Kawasaki Frontale. En janvier 2013, il signe en faveur du Kyoto Sanga FC.
Koji Yamase reçoit un total de 13 sélections en équipe du Japon entre 2006 et 2010. Il inscrit 5 buts en sélection.
Il participe par ailleurs à la Coupe du monde des moins de 20 ans 2001 qui se déroule en Argentine.

## Palmarès
- Champion de J-League 2 en 2000 avec le Consadole Sapporo
- Vainqueur de la Coupe de la Ligue japonaise en 2003 avec les Urawa Red Diamonds
- Finaliste de la Coupe de la Ligue japonaise en 2004 avec les Urawa Red Diamonds

## Distinctions personnelles
- Élu meilleur espoir du championnat japonais en 2001
- Meilleur buteur de la Coupe d'Asie de l'Est 2008